# Inthaeron rossi
Inthaeron rossi is een spinnensoort uit de familie Cithaeronidae. De soort komt voor in India.